# Лячі (футбольний клуб)
Лячі (алб. Klubi Futbollistik Laçi) — албанський футбольний клуб з однойменного міста на північному заході Албанії. Клуб був заснований 1960 року.
Кольори клубу - чорно-білі. Домашні матчі проводить на стадіоні «Лячі», який вміщує 11 000 глядачів.

## Досягнення
Кубок Албанії:
-  Переможець (2): 2012-13, 2014-15
-  Фіналіст (2): 2015-16, 2021-22

Суперкубок Албанії:
-  Переможець (1): 2015
-  Фіналіст (1): 2013

Суперліга:
-  2-е місце (1): 2021-22

### Європейська арена
| Сезон   | Змагання         | Раунд | Клуб                | Вдома         | Виїзд | Загальний |
| ------- | ---------------- | ----- | ------------------- | ------------- | ----- | --------- |
| 2010–11 | Ліга Європи УЄФА | 1Q    | Дніпро (Могильов)   | 1–1           | 1–7   | 2–8       |
| 2013–14 | Ліга Європи УЄФА | 1Q    | Діфферданж 03       | 0–1           | 1–2   | 1–3       |
| 2014–15 | Ліга Європи УЄФА | 1Q    | Рудар (Веленє)      | 1-1 (пен 3-2) | 1–1   | 2–2       |
| 2014–15 | Ліга Європи УЄФА | 2Q    | Зоря                | 0-3           | 1–2   | 1–5       |
| 2019–20 | Ліга Європи УЄФА | 1Q    | Хапоель (Беер-Шева) | 1–1           | 0–1   | 1–2       |